# Ocyba
Ocyba este un gen de fluturi din familia Hesperiidae. 

## Specii
- Ocyba calathana (Hewitson 1868)